# Ганнусине (зупинний пункт)
Ганну́сине — пасажирський залізничний зупинний пункт Козятинської дирекції Південно-Західної залізниці.
Розташована неподалік села Ганнусине Полонського району Хмельницької області на двоколійній електрифікованій змінним струмом лінії Шепетівка — Бердичів між станціями Хролин (12 км) та Полонне (7 км).
Лінія, на якій розташовано платформа, відкрита у серпні 1873 р. як складова залізниці Бердичів — Ковель. Платформа виникла одночасно із відкриттям залізничного руху і вперше показана на карті 1875 року як полустанок Роговичі.
Сучасного вигляду платформа набула після 1964 року, коли було електрифіковано лінію Фастів I — Здолбунів.